# Parafia Świętej Rodziny w Zawadzkiem
Parafia Świętej Rodziny w Zawadzkiem – rzymskokatolicka parafia dekanatu Zawadzkie, w diecezji opolskiej.

## Historia
W 1836 roku na terenach należących do hrabiego Andrzeja Renarda, nad rzeką Mała Panew powstała huta, której pierwszym dyrektorem został Franciszek von Zawadzki. Wokół huty powstały osiedla robotnicze, które zostały nazwane Zawadzkie. W 1865 roku powstała szkoła. Miejscowość należała do parafii Kielcza, a swój rozwój zawdzięcza hucie. 
W 1889 roku ks. Józef Wajda zgłosił propozycję budowy kościoła. W 1890 roku nadleśnictwo przekazało hucie plac pod budowę kościoła, ale teren był podmokły i dyrektor huty zamienił działkę. W 1895 roku rozpoczęto budowę murowanego kościoła, którą finansowały: huta, Towarzystwo św. Bonifacego i kard. abp Jerzy Kopp. W 1898 roku ukończono budowę, a 20 kwietnia 1899 roku ks. dziekan Stanisław Lebek poświęcił kościół pw. Świętej Rodziny. W 1900 roku kościół stał się filialny. 20 października 1908 roku zdecydowano o odłączeniu Zawadzkiego od Kielczy, a 16 kwietnia 1909 roku filia została podniesiona do godności kuracji, w której skład weszły Zawadzkie, Pälastina, Philipolis, Boehme i Świerkle. W 1912 roku rozpoczęto budowę plebanii. 1 października 1917 roku została erygowana parafia, a pierwszym proboszczem został ks. Oskar Hanke.
W 1954 roku podjęto decyzję o budowie drugiego kościoła, ale z powodu sytuacji politycznej plany odłożono na czas nieokreślony. W 1962 roku wieś otrzymała prawa miejskie. 4 maja 1985 roku bp Antoni Adamiuk poświęcił plac pod budowę. W latach 1985–1992 zbudowano kościół, a od 1992 roku rozpoczęto odprawianiu mszy świętych. 23 czerwca 1995 roku dekretem bpa Alfonsa Nossola została erygowana parafia Najświętszego Serca Pana Jezusa.
W latach 1996–1997 przeprowadzono generalny remont kościoła pw. Świętej Rodziny. 26 października 1997 roku odbyła się jego konsekracja, której dokonał bp Alfons Nossol.
Od 1976 roku na terenie parafii posługują Bracia szkolni, którzy prowadzą Dom Pomocy Społecznej dla Dzieci i Młodzieży. 
Na terenie parafii jest 2 244 wiernych.
Proboszczowie parafii:
1917–1933. ks. Oskar Hanke.
1933–1934. ks. Jerzy Jonienc (Administrator).
1934–1952. ks. Alfons Műller.
1952–1953. ks. Alojzy Wollny (wikariusz substytut).
1953–1958. ks. Walerian Donnerstag.
1958–1986. ks. Jan Sigmund.
1986–1995. ks. Bernard Kotula.
1995– nadal ks. Joachim Bomba.
Wikariusze: ks. Franciszek Bryłka (1955–1958), ks. Józef Krzeptowski (1958–1959), ks. Jan Wilczek, ks. Benedykt Świder, ks. Gabriel Poeta, ks. Jerzy Bryś, ks. Rudolf Halemba (1970–1974), ks. Stanisław Ignarski, ks. Bernard Joszko, ks. Andrzej Zocłoński (1974–1975), ks. Krzysztof Kubów (1975–1976), ks. Antoni Król, ks. Michał Wilk, ks. Czesław Nowak (1977–1978), ks. Krzysztof Pagór (1976–1979), ks. Piotr Opara (1978–1981), ks. Ryszard Synder, ks. Konrad Kosytorz (1981–1983), ks. Norbert Nowainski, ks. Bernard Kotula, ks. Henryk Kuczera, ks. Norbert Dragon (1988–1991), ks. Jerzy Dzierżanowski, ks. Ryszard Michalik (1991–1994), ks. Ryszard Kinder (1992–1995), ks. Marian Stokłosa.

## Obszar parafii
- Zawadzkie – ul.: Andrzeja, Czarna, Dworcowa, 20 Stycznia, Harcerska, Kolejowa, Krótka, Ks. Wajdy, Leśna, Lubliniecka, Nowe Osiedle, Opolska (numery parzyste od 2 do 50 i nieparzyste od 1 do 43), Polna, Stawowa, Strzelecka, Szpitalna, Waryńskiego, Zielona.
- Liszczok (osada wsi Pietraszów) – ul.: Rybacka, Zawadzka.